# Uggenäs naturreservat
Uggenäs naturreservat är ett naturreservat i Torsby kommun i Värmlands län.
Området är naturskyddat sedan 2023 och är 104 hektar stort. Reservatet ligger väster om Branäs och består av skogsmark, myr och sumpskog